# Riekiella malkana
Riekiella malkana är en tvåvingeart som beskrevs av Kelsey 1987. Riekiella malkana ingår i släktet Riekiella och familjen fönsterflugor. Inga underarter finns listade i Catalogue of Life.